# Aarne Sihvo
Aarne Sihvo, född 22 november 1889 i Vederlax, död 12 juni 1963 i Helsingfors, var en finländsk general.

## Biografi
Aarne Sihvo anslöt sig till jägarrörelsen 1915 och deltog i finska inbördeskriget, då han förde högre självständigt befäl i östra Finland som chef för Vuoksenfronten. Han var kommendör för 3. divisionen 1918, riksdagsledamot för Framstegspartiet 1919–1920, kommendör för pansarvagnsregemente 1921–1923, krigshögskolans chef 1924–1926, krigsmaktens chef 1926–1933, krigsmaktens inspektör 1933–1938, kommendör för luftvärnet 1941–1944 och försvarsmaktens kommendör 1946–1953. Han deltog i fredsdelegationen till Paris 1946.
Aarne Sihvo var bror till militären och kompositören Sam Sihvo och från 1947 gift med Aune Sihvo. Han är begravd på Sandudds begravningsplats i Helsingfors.